# Jakub Cieślewicz
Jakub Cieślewicz (ur. 16 lipca 1846 w Strzelnie, zm. 20 sierpnia 1930 tamże) – polski lekarz, powstaniec i działacz społeczny.

## Życiorys
W 1856 rozpoczął naukę w gimnazjum w Trzemesznie, później przeniósł się do Inowrocławia. Tam w 1866 zdał egzamin dojrzałości. Następnie wyjechał do Niemiec, gdzie studiował medycynę i uzyskał tytuł doktora. W 1873 odbył służbę wojskową i wrócił do rodzinnego miasta, gdzie pracował jako lekarz.
W 1863 brał udział w powstaniu styczniowych. Był aktywnym działaczem społecznym – założył bądź współzałożył kilkadziesiąt organizacji i stowarzyszeń, m.in. „Spółkę Pożyczkową” (późniejszy Bank Ludowy) w 1873 i gazetę „Nadgoplanin” w 1884. Nazywany był Judymem z Kujaw. Przeciwstawiał się germanizacji. W 1876 został radnym, później delegatem na sejm prowincjonalny. W 1919 brał udział w powstaniu wielkopolskim. 2 maja 1922 został odznaczony Krzyżem Kawalerskim Orderu Odrodzenia Polski. Uhonorowany najwyższym odznaczeniem kościelnym – Pro Ecclesia et Pontifice. Otrzymał tytuł honorowego obywatela Strzelna. W 1930 został doktorem honoris causa Uniwersytetu Poznańskiego. Uniwersytet w Halle wynagrodził go Dyplomem Doktora Wszechnauk Lekarskich.